# 大分市警察
大分市警察（おおいたしけいさつ）は、かつて存在した大分県大分市の自治体警察。

## 概要
従来の大分県警察部が解体され、1948年（昭和23年）3月7日に大分市警察署が設置された。庁舎は、当初は国家地方警察大分県本部と同居していたが、1949年（昭和24年）9月に2階建ての新庁舎が完成している。
1954年（昭和29年）に新警察法が公布された。これにより国家地方警察と自治体警察が廃止され、新たに都道府県警察として大分県警察本部が発足。大分市警察も大分県警察に統合され、姿を消した。